# شاهزاده‌نشین آخا
شاهزاده‌نشین آخا (به لاتین: Principality of Achaea) یک کشور سابق و دولت‌های صلیبیون در یونان است که در بالکان واقع شده‌است؛ که شامل جزیره موریا و شبه‌جزیره پلوپونز می‌شد، در سال ۱۲۰۴ به فرمان امپراتوری لاتین تشکیل شد. این قلمرو توانست به‌سرعت مبدل به یکی از قوی‌ترین ایالات و قلمروهای صلیبی شود و حتی توانست پس از سقوط و فروپاشی امپراتوری لاتین برای مدت بیشتر دوام پیدا کند. رقیب و دشمن اصلی این قلمرو، امیرنشین بیزانسی موریا بود که در نهایت توانست این شاهزاده‌نشین را شکست دهد و بر آن مسلط شود.